# 刃齒龍屬
刃齒龍屬（學名：Craspedodon）是鳥臀目恐龍的一屬。牠生活於上白堊紀桑托階的比利時，距今約8500萬年前。刃齒龍目前只有發現一些牙齒，這些牙齒與禽龍的牙齒相似。模式種是C. lonzeensis，是由路易斯·道羅（Louis Dollo）於1883年所描述、命名，不過由於只有一些零碎的化石（只有牙齒），故此被認為是疑名。

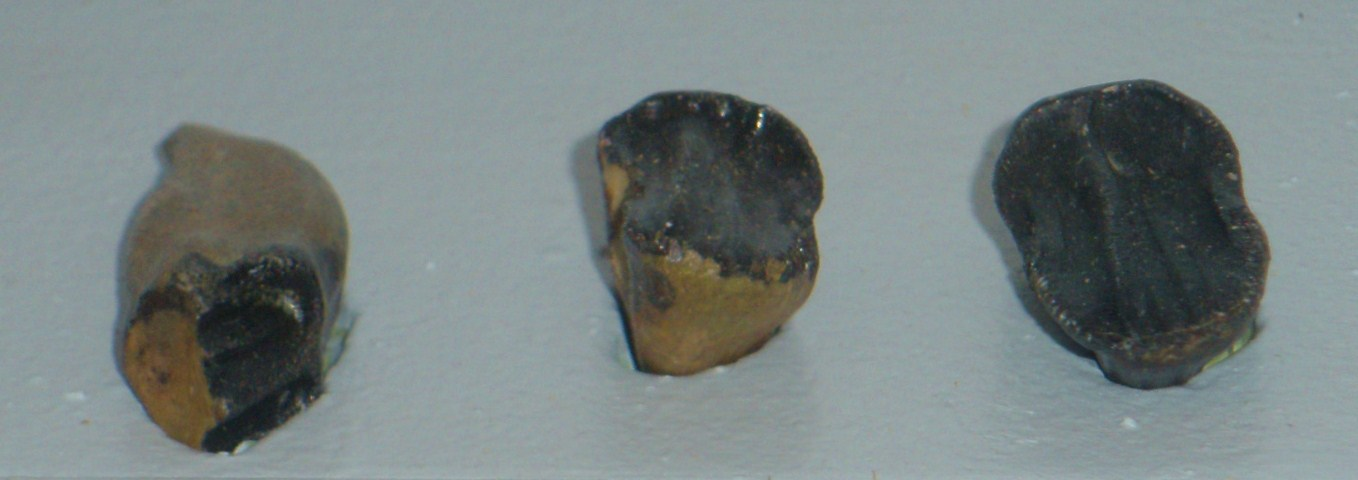
刃齒龍的牙齒化石

長久以來，刃齒龍被認為是種禽龍類，但近年的重新研究指出刃齒龍屬於新角龍類，可能接近角龍超科。如果這個分類是正確的，刃齒龍將成為歐洲第一個發現的新角龍類。

## 外部連結
- Craspedodon at Thescelosaurus Site